# Distribución de energía espectral

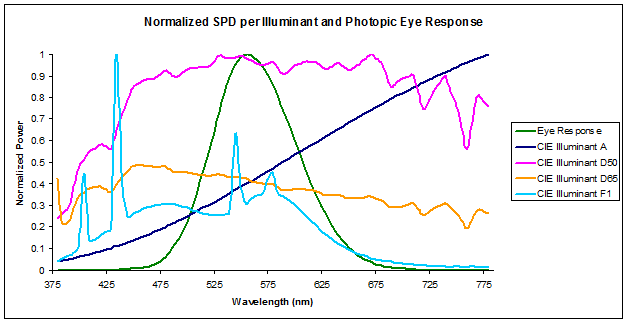
Comparaciones de distribución de potencia espectral de estándares de iluminante CIE con referencia a la respuesta fotópica del sistema visual humano

En radiometría, fotometría y ciencia del color, la medición de distribución de potencia espectral ( SPE o cuyas siglas en inglés son SPD ) modela la potencia por unidad de área respecto a la longitud de onda de una  fuente iluminante sobre una superficie radiada. Generalizando, la distribución de potencia espectral se puede referir a la concentración, en función de la longitud de onda, de cualquier cantidad radiométrica o fotométrica (por ejemplo, energía radiante, flujo radiante, intensidad radiante, radiancia, irradiancia, salida radiante, radiosidad, luminancia, flujo luminoso)., intensidad luminosa, iluminancia, emitancia luminosa )  independientemente de su longitud de onda.
El conocimiento del SPE es fundamental en sistemas basados en sensores ópticos. Las propiedades ópticas como la transmitancia, la reflectividad y la absorción, así como la respuesta del sensor, suelen estar asociadas a la longitud de onda incidente.

## Física
La distribución de potencia espectral de una excitancia o irradiancia radiante cómo expresión matemática se puede escribir:
{\displaystyle M(\lambda )={\frac {\partial ^{2}\Phi }{\partial A\,\partial \lambda }}\approx {\frac {\Phi }{A\,\Delta \lambda }}}
siendo M ( λ ) la irradiancia espectral (o excitación) de la luz sobre una superficie de área A (unidades SI : W /m 2 = kg ·m −1 · s −3 ); Φ representa el flujo radiante de la fuente (unidad SI: vatio, W); A es el área sobre la cual se integra el flujo radiante (unidad SI: metro cuadrado, m 2 ); y finalmente λ es la longitud de onda (unidad SI: metro, m). (Se debe tener en cuenta la conveniencia de expresar la longitud de onda de la luz en término de nanómetros ; siendo así su expresión en W·m −2 ·nm −1). Se considera válida la aproximación cuando el área y el intervalo de longitud de onda son pequeños.

## SPE relativo

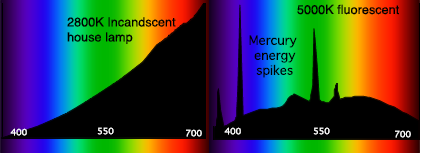
Distribuciones características de potencia espectral (SPE) para una lámpara incandescente (izquierda) y una lámpara fluorescente (derecha). Los ejes horizontales están en nanómetros y los ejes verticales muestran la intensidad relativa en unidades arbitrarias.

La relación existente entre la concentración espectral (irradiancia o excitación) en una longitud de onda particular respecto a la concentración en otra longitud de onda tomada cómo referencia proporciona la SPE relativa. Expresándose de la forma:
{\displaystyle M_{\mathrm {rel} }(\lambda )={\frac {M(\lambda )}{M\left(\lambda _{0}\right)}}}
Por ejemplo, la luminancia de los artefactos de iluminación y otras fuentes de luz se manejan por separado, una distribución de energía espectral puede normalizarse de alguna manera, a menudo a la unidad para 555 o 560 nanómetros, coincidiendo con el pico de la función de luminosidad del ojo.

## Respuesta
El SPE se puede utilizar para determinar la respuesta de un sensor a una longitud de onda específica. Esto compara la potencia de salida del sensor con la potencia de entrada en función de la longitud de onda.Se puede generalizar en la siguiente fórmula:
{\displaystyle R(\lambda )={\frac {S(\lambda )}{M(\lambda )}}}
Conocer la respuesta es importante para determinar la iluminación, los compuestos de materiales interactivos así cómo los componentes ópticos con el objetivo de mejorar el rendimiento de un sistema.

## Relación del SPE en materiales

Proporción magnificada de luz azul dispersada por la atmósfera en relación con la luz roja.

La SPE en el espectro visible de una fuente puede tener concentraciones  relativas variables del SPD dado. Las interacciones entre la luz y la materia afectan directamente a las propiedades de absorción y reflectancia de dichos materiales según la longitud de onda y el material estudiados. Posteriormente producen un color que varía según la fuente de iluminación.
Tomándolo cómo ejemplo, la distribución relativa de potencia espectral del sol aparenta blanca si se observa directamente, mientras que cuando ésta ilumina la atmósfera terrestre, el cielo se torna azul en condiciones de iluminación diurna normales. Esto se debe a un fenómeno óptico llamado dispersión de Rayleigh, que provoca una ganancia sobre las longitudes de onda más cortas respecto a las más largas, y por tanto, el color que se aprecia es el azul.

## SPE y apariencia del color

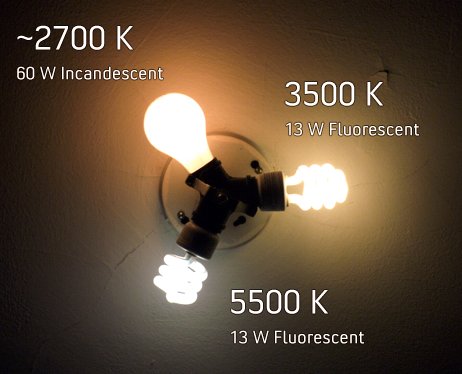
Comparación de temperatura de color entre distintas lámparas eléctricas en configuración de estrella de tres puntas, en sentido antihorario: lámpara led cálidacon una temperatura de aproximadamente 2700 K, lámpara fluorescente fría con una temperatura de 5500 K, lámpara fluorescente cálida de 3500 K.

La respuesta visual humana tiene su base teórica en la tricromacia en el procesamiento del color. Si bien la respuesta visual humana se integra en todas las longitudes de onda del espectro visible , la distribución relativa de potencia espectral se traduce en información de la interpretación de color por el sistema visual humano, siendo así que la concentración de longitudes de onda pertenecientes a bandas cercanas se convertirán en las fuentes de color percibido.
Esto resulta útil en fotometría y colorimetría en la forma que el color percibido varia respecto al iluminante de referencia y la distribución espectral, coincidiendo con aquellos metamerismos donde cambia la apariencia del color de un objeto.
La composición espectral de la fuente puede ser a su vez un representante de la temperatura del color, afectando así a la apariencia del color según la temperatura de la fuente.